# Bánh tẻ

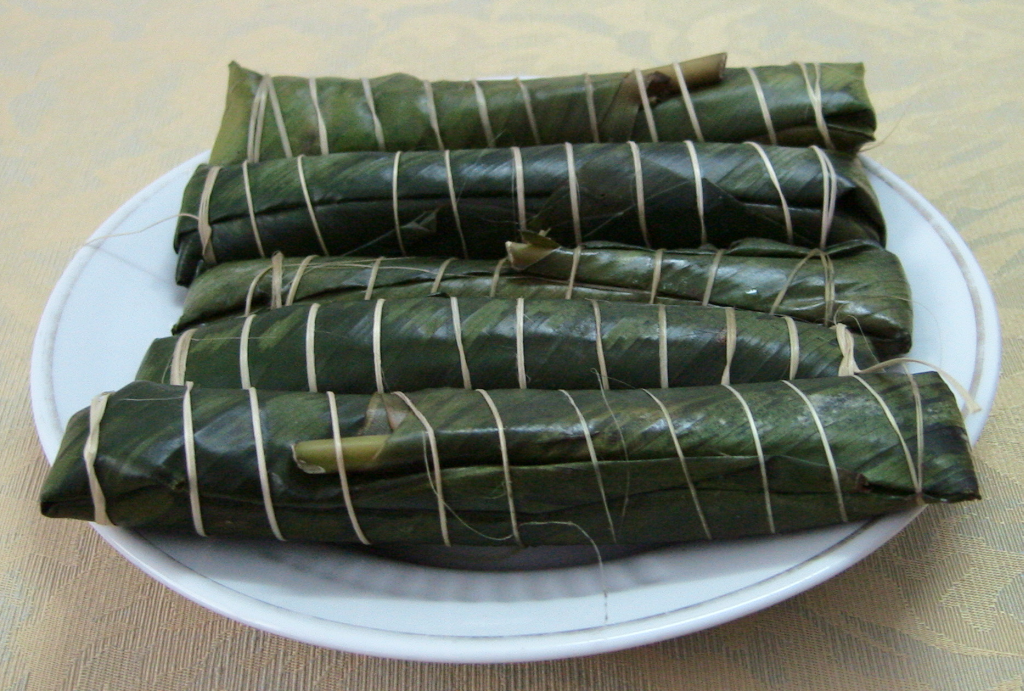
Bánh tẻ envuelto.

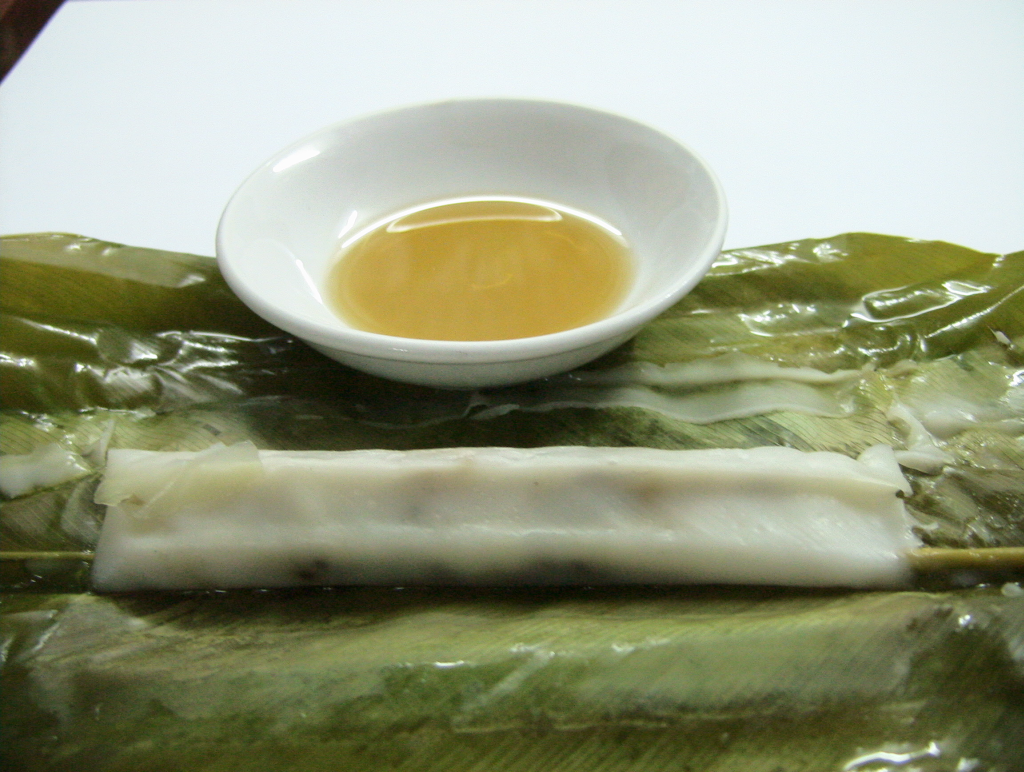
Bánh tẻ desenvuelto.

El bánh tẻ (literalmente ‘pastel de arroz’ en vietnamita), también llamado bánh răng bừa, es una variedad de pastel de arroz pequeño al vapor de la gastronomía de Vietnam. Es una variedad tradicional de bánh del delta del río Rojo, al norte de Vietnam. El bánh tẻ se hace con harina de arroz y se envuelve en hojas de un árbol local dándole forma de cilindro largo y fino, cociéndolo bien.
El bánh tẻ se considera uno de los platos más típicos de la provincia de Hà Tây, ubicada cerca de Hanói, aunque también puede encontrarse en otras parte del país. Los sabores e ingredientes del bánh tẻ cambian de una región a otra.

## Ingredientes
El bánh tẻ se hacen con arroz blanco normal (no glutinoso), llamado gạo tẻ en vietnamita, paletilla de cerdo picada, oreja de Judas, cebolla, sal y pimienta. Algunas variantes de bánh tẻ incluyen cacahuetes y shiitake picado.

## Elaboración
Para hacer bánh tẻ, primero se remoja el arroz en agua hasta que se ablanda, y entonces se muele a mano con una piedra hasta obtener una mezcla espesa o aguada. Esta mezcla se cocina a una temperatura superior a 50 °C sin dejar que hierva y removiéndola durante 3 horas hasta que parece engrudo.
Entonces se pica finamente el cerdo, las setas y la cebolla, y se mezclan para obtener el relleno. Primero se dispone una copa de pasta de arroz sobre la hoja, luego otra de relleno sobre ésta y luego otra de pasta para cubrir el relleno. Se cubre el bánh y se atan las hojas con un cordel de forma que queden alargadas.
Finalmente, el bánh tẻ se pone en una olla de agua hirviendo, dejándolo cocer tapada durante 20 minutos, tras lo cual se sacan y sirven.

## Presentación
El bánh tẻ se sirve con nước mắm (salsa de pescado) y espolvoreado con pimienta negra. A diferencia de algunas variedades de bánh, que se preparan solo en temporada o para ciertas fiesta, el bánh tẻ se hace todo el año.